# Sialkot
Sialkot es una ciudad del norte de Pakistán, en la provincia Punyab. La ciudad es un nudo ferroviario y un importante centro industrial y de comercio. Sus industrias tienen una producción muy diversificada, destacando la de bicicletas, instrumentos quirúrgicos y artículos deportivos. 

## Historia
Antiguamente conocida como Sagala, la ciudad fue visitada por Alejandro Magno en 326 a. C., y luego convertida en capital del reino indo-griego por Menandro I en el siglo II a. C., una época durante la cual la ciudad prosperó enormemente como un centro importante para el comercio y el pensamiento budista.
Las principales construcciones de carácter histórico son el santuario de Gurú Nanak (fundador de la religión sij) y una fortaleza del siglo XII.

## Demografía
Según el censo de 2017, tenía una población de 665.852 habitantes. Los idiomas principales de la ciudad son Urdu y Panyabí.

## Personas destacadas
- Muhammad Iqbal